# サイイグアナ
サイイグアナは、爬虫綱有鱗目イグアナ科ツチイグアナ属に分類されるイグアナ。

## 分布
ドミニカ共和国、ハイチ。イスパニョーラ島。

## 形態
頭胴長57センチメートル。吻端の鱗（吻端板）と鼻孔が開口する鱗（鼻板）は接するか、間に1-2列の小さい鱗が入る。前額や額は角状になり、和名や英名（Rhinoceros=サイ）の由来になっている。眼の下に並ぶ鱗（眼下板）は鼓膜までで10-16枚。頬板は不規則に並ぶ。後頭部は瘤状に盛りあがる。頸部背面にはあまり発達しない14-25枚の、鬣状の鱗（クレスト）が並ぶ。胴体や尾の背面にもクレストが並ぶ。大腿孔は32-80個で2列（部分的に1、3列になる個体もいる）に並ぶ。背面の体色は暗褐色や灰褐色、黒。
幼体はクレストが発達しない。体色は黒味が強く、不鮮明な明色の横縞が9本入る。横縞は成長に伴い消失する。

## 分類
以前はC. onchiopsis（絶滅）や、C. stejnegeriを亜種とする説もあった。

## 生態
海岸や岩場、断崖、それらに隣接した乾燥林などに生息する。オスは縄張りを形成し、他のオスが縄張りに侵入すると口を大きく開け互いに押しあって争う。危険を感じると岩の隙間に逃げ込んだり、水中に飛びこんで逃げる。
植物の葉、花、果実を食べるが、昆虫なども食べる。
繁殖様式は卵生。繁殖期になるとオスは頭部を上下に振り、メスに求愛する。1回に5-23個の卵を産む。卵は約80日で孵化する。

## 人間との関係
生息地では食用とされることもある。
木炭採取・農地開発や観光開発・過放牧・採掘などによる生息地の破壊、人為的に移入されたイヌ・ネコ・マングース・ブタによる捕食などにより生息数は減少している。1977年にツチイグアナ属単位でワシントン条約附属書II、1981年にツチイグアナ属単位でワシントン条約附属書Iに掲載されている。